# Garet Garrett
Garet Garrett (19 de febrero de 1878 - 6 de noviembre de 1954), nacido como Edward Peter Garrett, fue un periodista y autor estadounidense, que se destaca por su oposición al New Deal y la participación de Estados Unidos en la Segunda Guerra Mundial.

## Vida
Garrett nació el 19 de febrero de 1878 en Pana, Illinois, y creció en una granja cerca de Burlington, Iowa. Se fue de casa cuando era adolescente y encontró trabajo como un aprendiz de imprenta en Cleveland. En 1898, se mudó a Washington, D. C., donde cubrió la administración de William McKinley como reportero de un periódico y luego cambió su nombre de pila a "Garet", que pronunció igual que "Garrett". En 1900, se mudó a la ciudad de Nueva York, donde se convirtió en reportero financiero. En 1910, se había convertido en columnista financiero del New York Evening Post. En 1913, se convirtió en editor de The New York Times Annalist, un nuevo semanario financiero conocido más tarde simplemente como The Annalist, y, en 1915, se unió al consejo editorial de The New York Times. En 1916, a los 38 años, se convirtió en editor ejecutivo del New-York Tribune.
En 1922, se convirtió en el principal escritor sobre temas económicos del Saturday Evening Post, cargo que ocupó hasta 1942. De 1944 a 1950, dirigió American Affairs, la revista de The Conference Board. En su carrera, Garrett fue un confidente de Bernard Baruch y Herbert Hoover.
Garrett escribió 13 libros: Where the Money Grows (1911), The Blue Wound (1921), The Driver (1922), The Cinder Buggy (1923), Satan's Bushel (1924), Ouroboros, or the Mechanical Extension of Mankind (1926) , Harangue (1927), The American Omen (1928), A Bubble That Broke the World (1932), A Time Is Born (1944), The Wild Wheel (1952), The People's Pottage (1953) y The American Story (1955).

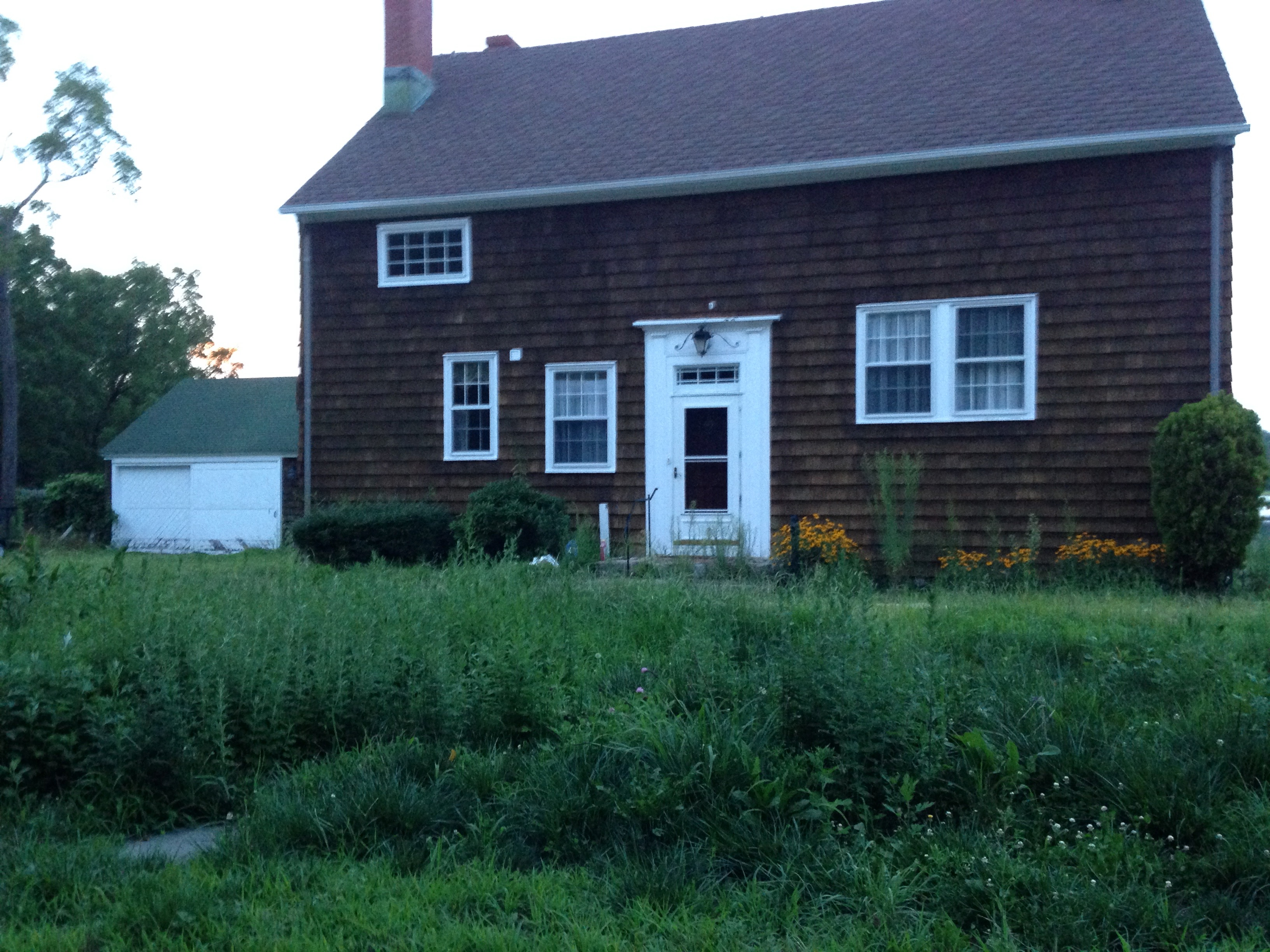
Estudio de Garet Garrett en Marshallville, Nueva Jersey. (1941-1954)

La obra más leída de Garrett es The People's Pottage, que consta de tres ensayos. "The Revolution Was" retrata al New Deal como una "revolución dentro de la forma" que socavó a la república estadounidense. "Ex America" traza el declive de los valores individualistas de Estados Unidos desde 1900 hasta 1950. "Rise of Empire" sostiene que Estados Unidos se ha convertido en un estado imperial, incompatible con las opiniones de Garrett, "un gobierno constitucional, representativo y limitado en la forma republicana".
Garet Garrett se casó tres veces: con Bessie Hamilton en 1900, con Ida Irvin en 1908 y con Dorothy Williams Goulet en 1947. No tuvo hijos. Murió el 6 de noviembre de 1954 en su casa en la sección Tuckahoe de Municipio de Upper, Nueva Jersey, mientras inspeccionaba las pruebas de The American Story.

## Postura política
Garett fue llamado conservador en su obituario y, después de su muerte, su libro The People's Pottage fue adoptado como una de las "doce velas" de la John Birch Society. Ahora a veces se le llama miembro de la Antigua Derecha y se le considera un libertario o un liberal clásico.
Bajo la dirección del editor George Horace Lorimer en el Saturday Evening Post, en la década de 1920, Garrett atacó las propuestas para el perdón estadounidense de las deudas de guerra de los estados europeos y el rescate de los agricultores estadounidenses. Después de la elección de Franklin Delano Roosevelt, se convirtió en uno de los opositores más acérrimos de la centralización del poder político y económico de Roosevelt en el gobierno federal. Atacó el New Deal en artículos del Saturday Evening Post entre 1933 y 1940.
En 1940, se convirtió en el jefe de redacción del Post. Garrett se opuso a los movimientos de la administración de Roosevelt hacia la intervención en la Segunda Guerra Mundial en Europa y fue uno de los no intervencionistas más leídos. Después del ataque japonés a Pearl Harbor, Garrett apoyó la guerra pero igual fue despedido del Post.

## Conexión con Ayn Rand
El escritor libertario Justin Raimondo argumentó que la novela de Garrett El conductor, que trata sobre un especulador llamado Henry M. Galt que se hace cargo de un ferrocarril en quiebra, fue la fuente del nombre "Galt" y el recurso retórico, "¿Quién es John Galt?" para Ayn Rand en su novela La rebelión de Atlas, que tiene un personaje misterioso llamado John Galt. En contraste, Chris Matthew Sciabarra argumentó que las "afirmaciones de Raimondo de que Rand plagió ... El conductor" son "sin fundamento". El biógrafo de Garrett, Bruce Ramsey, escribió: "Tanto El conductor como La rebelión de Atlas tienen que ver con el funcionamiento de los ferrocarriles durante una depresión económica, y ambos sugieren formas procapitalistas en las que el país podría salir de la depresión. Pero en la trama, el personaje, tono y tema son muy diferentes".

## Obras
- Where the Money Grows (1911)
- The Blue Wound (1921)
- The Driver (1922)
- Satan's Bushel (1923)
- The Cinder Buggy (1923)
- Ouroboros or the Mechanical Extension of Mankind (1926)
- Harangue (The Trees Said to the Bramble Come Reign Over Us) (1926)
- The American Omen (1928)
- A Bubble That Broke the World (1932)
- "The Revolution Was" (1944)
- "Ex America Archivado el 27 de septiembre de 2020 en Wayback Machine." (1951)
- "Rise of Empire Archivado el 27 de septiembre de 2020 en Wayback Machine." (1952)
- A Time is Born (1944)
- The People's Pottage(1953) (reimpreso como Burden of Empire y Ex America: the 50th Anniversary of the People's Pottage)
- The Wild Wheel (1952)
- The American Story Archivado el 27 de septiembre de 2020 en Wayback Machine. (1955)
- Salvos Against the New Deal: Selections from the Saturday Evening Post: 1933-1940, editado por Bruce Ramsey (2002)
- Defend America First: The Antiwar Editorials of the Saturday Evening Post, 1939-1942, editado por Bruce Ramsey (2003)
- "Insatiable Government," editado por Bruce Ramsey (2008)
- Selections from the Saturday Evening Post Archivado el 27 de septiembre de 2020 en Wayback Machine. (1936-1940)